# Brown (rivière)
Pour les articles homonymes, voir Brown.
La rivière  Brown  est une courte rivière de la région de la West Coast dans l’Ile du Sud de la Nouvelle-Zélande. Elle s’écoule vers le nord-ouest pour rejoindre la rivière Poerua à 5 km au sud-est du lac Brunner.